# Jules Schermer
Jules Sigmund Schermer est un scénariste et un producteur de cinéma et de télévision américain né le 15 septembre 1908 à Jessup (Pennsylvanie) et mort le 23 mars 1996 à Los Angeles (Californie).

## Biographie
Jules Schermer commence sa carrière à Hollywood Reporter, avant de devenir producteur, pour Twentieth Century Fox et National General Pictures (en). Il fonde par la suite sa propre société de production, Judson Productions Inc.

## Filmographie

### comme scénariste
- 1944 : J'avais cinq fils de Lloyd Bacon
- 1959-1960 : Lawman (en) (5 épisodes)

### comme producteur
- 1942 : True to the Army (en) de Albert S. Rogell
- 1947 : Traquée de Richard Wallace
- 1948 : La Peine du talion de Henry Levin
- 1949 : Entrée illégale de Frederick De Cordova
- 1950 : Midi, gare centrale de Rudolph Maté
- 1952 : Lydia Bailey de Jean Negulesco
- 1952 : The Pride of St. Louis de Harmon Jones
- 1953 : Le Port de la drogue de Samuel Fuller
- 1954 : Du plomb pour l'inspecteur de Richard Quine
- 1956 : Passé perdu de Roy Rowland
- 1958 : Cuistots en virée de Norman Taurog
- 1958-1962 : Lawman (153 épisodes)
- 1961 : The Roaring 20's (5 épisodes)
- 1962 : Cheyenne (1 épisode)
- 1962-1963 : The Dakotas (11 épisodes)
- 1963 : Le Virginien (4 épisodes)
- 1965 : Daniel Boone (1 épisode)
- 1969 : A Dream of Kings (en) de Daniel Mann

## Nominations
- Oscars du cinéma 1945 : Oscar de la meilleure histoire originale pour J'avais cinq fils